# Eucynorta difficilis
Eucynorta difficilis is een hooiwagen uit de familie Cosmetidae.